# سايلنت هنتر
الصياد الصامت (بالإنجليزية:Silent Hunter) هو سلاح ليزري مضاد للطائرات المسيرة تستعمل المنظومة شعاع ليزر عالي القوة بقدرة 30 كيلوواط لضرب واسقاط الطائرات المسيرة التي تحلق بارتفاعات منخفضة وبسرع بطيئة خلال 10 ثواني من الرصد. تمتاز عملية التصدي بالدقة الفائقة وقلة الخسائر الجانبية مع قلة التكلفة. تستخدم المنظومة لحماية المواقع الهامة كمراكز القيادة والتحكم والسيطرة ومدارج الطائرات والثكنات والمواقع النووية.

## المواصفات
تستخدم المنظومة ليزر ألياف ضوئية يعمل بالكهرباء، ووفقًا لمسؤول في شركة Poly Technologies ، فان المنظومة لديه طاقة قصوى تتراوح بين 30 و100 كيلوواط ومدى أقصى يبلغ أربعة كيلومترات. على الرغم من أنها مصممة بشكل أساسي للبحث عن الطائرات المسيرة التي تحلق على ارتفاع منخفض وتعقبها وتدميرها إلا أنها قوية بما يكفي للأختراق خمس ألواح فولاذية «2 مليمتر» من على مدى 800 متر أو لوح فولاذي «5 ملم» على مدى 1000 متر.

## التشغيل
ادعى مسؤول بان المنظومة قد تم استخدامها لحراسة قمة مجموعة العشرين في سبتمبر 2016 في هانغتشو  [3]

## المستخدمون
الصين
 السعودية
 ايران

## المرجع
1. ↑  Mackie, Thomas (1 Jun 2018). "Chinese laser gun DOWNS drone from 300 metres away". Express.co.uk (بالإنجليزية). Archived from the original on 2019-01-05. Retrieved 2022-10-02.
2. 1 2  "Drones, lasers, and tanks: China shows off its latest weapons". Popular Science (بالإنجليزية الأمريكية). 28 Feb 2017. Archived from the original on 2022-05-07. Retrieved 2022-10-02.
3. ↑  "بالصور.. أسلحة ليزر تدخل الخدمة في الجيش الصيني". العربية. 30 مايو 2018. مؤرشف من الأصل في 2021-04-22. اطلع عليه بتاريخ 2022-10-02.

1. ↑  Trevithick, Joseph (7 Oct 2024). "Chinese Laser Anti-Drone System Spotted In Iran". The War Zone (بالإنجليزية الأمريكية). Archived from the original on 2024-12-24. Retrieved 2024-10-12.